# Чернь австралійська
Чернь австралійська (Aythya australis) — вид водних птахів родини качкових (Anatidae). Поширений в Австралії та Океанії.

## Поширення
Ареал виду включає майже всю Австралію (включаючи Тасманію), Нову Зеландію, Нову Каледонію та Вануату. Віддає перевагу озерам, болотам і річкам з глибокою, але спокійною течією, а часто також сирі луки і неглибокі ставки. На берег виходить рідко.

## Опис
Це птах середнього розміру. Розмах крил — від 65 до 70 см, довжина тіла — від 45 до 60 см. Маса тіла 530—1060 г. Переважний колір оперення — шоколадно-коричневий, голова і шия — каштанові. Має характерні білі пера підхвістя та яскравий синьо-зелений кінчик дзьоба. Статевий диморфізм не дуже помітний, але самці мають білі райдужки, а самиці — коричневі. Самиці також мають трохи світліше оперення, особливо горло; дзьоб менший, ніж у самців. Біла смуга проходить через основні та додаткові махові пера. Нижня сторона тіла зазвичай брудно-біла, також може бути коричневою з темними плямами. Молоді особини схожі на самиць, але світліші, більш жовтувато-коричневі, з коричневими плямами на нижній стороні тіла.